# NPO Mashinostroenia
NPO Mashinostroenia (em russo: НПО машиностроения), é a designação de um escritório de projetos de foguetes localizado em Reutov, Rússia.
Durante a Guerra fria ele foi responsável pelo desenvolvimento de vários sistemas militares, incluindo o ICBM SS-19 e a estação espacial militar Almaz.
O NPO Mashinostroenia foi fundado em 1944, sob a liderança de Vladimir Chelomei, e assim foi até 1984. Recebeu as designações de OKB-52 e também OKB-52 MAP entre 1955 e 1966. Mais tarde passou a ser conhecido como TsKBM.